# Véronique (plante)
Veronica
Pour les articles homonymes, voir Véronique.
Genre
Classification phylogénétique
Les véroniques (Veronica) sont un genre de plantes herbacées annuelles ou pérennes comptant plus de 200 espèces à travers le monde.
La plante doit son nom à sainte Véronique, qui aurait recueilli un linge portant les traits du Christ et aurait, grâce à ce linge, guéri l'empereur Tibère de la lèpre. Or, la véronique officinale (Veronica officinalis) était utilisée autrefois en application sur les plaies des lépreux (d'où son nom familier d'herbe-aux-ladres). Pierre Fournier rapporte dans Les quatre flores de France que la fleur des véroniques était comparée au Moyen Âge à l'empreinte du Christ (verum icon, « vraie image ») car elle dessinait un visage rudimentaire avec les 2 anthères figurant les yeux.

## Caractéristiques du genre
Plantes généralement de petite taille, souvent rampantes, à feuilles opposées ou verticillées (dans quelques espèces, les feuilles supérieures sont alternes, par exemple Veronica persica). Les fleurs, également petites, peuvent former des racèmes, plus rarement des épis, ou être solitaires à l'aisselle des feuilles. Le calice hétérosépale a quatre sépales le plus souvent, parfois cinq. La corolle acquiert une actinomorphie secondaire dans cette famille, accompagnées d'une zygomorphie de l'androcée : les quatre pétales apparents forment une corolle pseudotétramère par réunion des 2 pétales adaxiaux postérieurs), la couleur dominante étant le bleu. Dans beaucoup d'espèces, l'un des pétales est plus petit et plus clair que les trois autres. L'androcée diandre (deux étamines) résulte de l'avortement de l'étamine postérieur et des deux étamines antérieures. L'ovaire supère style[pas clair]. Le fruit est une capsule aplatie ou globuleuse, souvent en forme de cœur.
- Période de floraison : juin à septembre
- Couleur des fleurs : bleu, rose, blanc
- Exposition : soleil, mi-ombre, à l'abri des vents froids
- Type de sol : ordinaire, bien drainé
  - Acidité du sol : neutre, calcaire
  - Humidité du sol : sans excès

### Culture
- Utilisation : rocaille, massif, couvre-sol, bac
- Hauteur : de 10 cm à 2 m selon les espèces
- Type de plante : arbuste à fleurs
  - Type de végétation : vivace
  - Type de feuillage : persistant
- Rusticité : moyennement rustique, plante à protéger
- Plantation, rempotage : printemps
- Méthode de multiplication : semis en mai, bouturage en été
- Taille : aucune taille n'est nécessaire ; coupez les branches disgracieuses en mars
- Maladies et ravageurs : les pucerons, l'oïdium ; l'excès d'humidité
- Espèces, variétés intéressantes : le genre comprend une centaine d'arbustes, dont notamment :
  - Hebe buchananii 'Nana' la plus petite véronique arbustive
  - Hebe × Andersonii 'Variegata' au feuillage panaché et aux fleurs violettes
  - Hebe 'Bowles variety' ne dépassant pas les 50 cm et aux fleurs bleues
  - Hebe 'Great orme' aux fleurs roses - 1,20 m de hauteur
  - Hebe 'Sapphire' aux épis bleu profond
  - Hebe pinguifolia 'Pagei' au feuillage réduit à des écailles le long d'une tige, rustique.

## Taxonomie

### Classification classique
En classification linnéenne, les véroniques sont classées dans la famille des Scrofulariacées.

### Classification phylogénétique
La classification APG III (2009) situe les véroniques dans l'ordre des Lamiales et dans la famille des Plantaginacées.

### Espèces
Selon NCBI (3 août 2016) :
- Veronica abyssinica
- Veronica acinifolia – Véronique à feuilles de calament
- Veronica adamsii
- Veronica agrestis – Véronique agreste
- Veronica alaskensis
- Veronica albicans
- Veronica albiflora
- Veronica allionii
- Veronica alpina
- Veronica americana
- Veronica amoena
- Veronica amplexicaulis
- Veronica anagallis-aquatica - Véronique mouron d'eau
- Veronica anagalloides
- Veronica annulata
- Veronica aphylla
- Veronica aragonensis
- Veronica archboldii
- Veronica arcuata
- Veronica arenaria
- Veronica arguta
- Veronica arenosa
- Veronica arguteserrata
- Veronica armena
- Veronica armstrongii
- Veronica arvensis
- Veronica austriaca
- Veronica aznavourii
- Veronica bachofenii
- Veronica barkerii
- Veronica barrelieri
- Veronica baumgartenii
- Veronica baylyi
- Veronica beccabunga - Véronique cresson de cheval
- Veronica beccabungoides
- Veronica bellidioides
- Veronica benthamii
- Veronica besseya
- Veronica biloba
- Veronica blakelyi
- Veronica bogosensis
- Veronica bollonsii
- Veronica bombycina
- Veronica bozakmanii
- Veronica brachysiphon
- Veronica breviracemosa
- Veronica brownii
- Veronica buchananii
- Veronica bullii
- Veronica californica
- Veronica calycina
- Veronica campylopoda
- Veronica canbyi
- Veronica capillipes
- Veronica catarractae
- Veronica catenata
- Veronica caucasica
- Veronica ceratocarpa
- Veronica chamaedrys – Véronique petit-chêne
- Veronica chamaepithyoides
- Veronica chathamica
- Veronica cheesemanii
- Veronica chionohebe
- Veronica ciliata
- Veronica ciliolata
- Veronica cinerea
- Veronica cockayneana
- Veronica colostylis
- Veronica continua
- Veronica copelandii
- Veronica corriganii
- Veronica crinita
- Veronica crista-galli
- Veronica cuneifolia
- Veronica cupressoides
- Veronica cusickii
- Veronica cymbalaria
- Veronica czerniakowskiana
- Veronica dabneyi
- Veronica daurica
- Veronica davisii
- Veronica decora
- Veronica decorosa
- Veronica densiflora
- Veronica densifolia
- Veronica derwentiana
- Veronica dichrus
- Veronica dieffenbachii
- Veronica diosmifolia
- Veronica dissecta
- Veronica distans
- Veronica donii
- Veronica elliptica
- Veronica epacridea
- Veronica erinoides
- Veronica eriogyne
- Veronica evenosa
- Veronica fargesii
- Veronica farinosa
- Veronica filiformis – Véronique filiforme
- Veronica flavida
- Veronica formosa
- Veronica forrestii
- Veronica fridericae
- Veronica fruticans
- Veronica fruticulosa
- Veronica fuhsii
- Veronica gentianoides
- Veronica glandulosa
- Veronica glauca
- Veronica gracilis
- Veronica grosseserrata
- Veronica hectorii
- Veronica hederifolia – Véronique à feuilles de lierre
- Veronica henryi
- Veronica hillebrandii
- Veronica hispidula
- Veronica hookeri
- Veronica hookeriana
- Veronica hulkeana
- Veronica idahoensis
- Veronica incana
- Veronica insularis
- Veronica intercedens
- Veronica jacquinii
- Veronica japonensis
- Veronica javanica
- Veronica kaiseri
- Veronica kellereri
- Veronica kellowiae
- Veronica kindlii
- Veronica kiusiana
- Veronica krumovii
- Veronica krylovii
- Veronica kurdica
- Veronica lanceolata
- Veronica lanosa
- Veronica lanuginosa
- Veronica lavaudiana
- Veronica laxa
- Veronica laeta
- Veronica leiocarpa
- Veronica leiophylla
- Veronica ligustrifolia
- Veronica lilliputiana
- Veronica linariifolia
- Veronica linifolia
- Veronica lithophila
- Veronica liwanensis
- Veronica longifolia
- Veronica lyallii
- Veronica lycica
- Veronica lycopodioides
- Veronica macrantha
- Veronica macrocarpa
- Veronica macrostachya
- Veronica macrostemon
- Veronica magna
- Veronica mampodrensis
- Veronica melanocaulon
- Veronica mexicana
- Veronica michauxii
- Veronica micrantha
- Veronica microcarpa
- Veronica minuta
- Veronica miqueliana
- Veronica missurica
- Veronica montana – Véronique des montagnes
- Veronica monticola
- Veronica morrisonicola
- Veronica multifida
- Veronica muratae
- Veronica nakaiana
- Veronica nipponica
- Veronica nivea
- Veronica notabilis
- Veronica novaehollandiae
- Veronica nummularia – Véronique nummulaire
- Veronica oblongifolia
- Veronica ochracea
- Veronica odora
- Veronica officinalis – Véronique officinale
- Veronica oltensis
- Veronica opaca
- Veronica orbiculata
- Veronica orchidea
- Veronica orientalis
- Veronica ornata
- Veronica orsiniana
- Veronica ovata
- Veronica paederotae
- Veronica panormitana
- Veronica parnkalliana
- Veronica parviflora
- Veronica pauciramosa
- Veronica paysoni
- Veronica pectinata
- Veronica peduncularis
- Veronica pentasepala
- Veronica peregrina
- Veronica perfoliata
- Veronica persica – Véronique de Perse
- Veronica petraea
- Veronica petriei
- Veronica pilosa
- Veronica pimeleoides
- Veronica pinguifolia
- Veronica pinnata
- Veronica piroliformis
- Veronica planopetiolata
- Veronica plantaginea
- Veronica plebeia
- Veronica polifolia
- Veronica polita
- Veronica polium
- Veronica poljensis
- Veronica ponae
- Veronica poppelwellii
- Veronica porphyriana
- Veronica praecox
- Veronica propinqua
- Veronica prostrata
- Veronica pulvinaris
- Veronica punicea
- Veronica pusilla
- Veronica quadrifaria
- Veronica ranunculina
- Veronica raoulii
- Veronica rapensis
- Veronica regina-nivalis
- Veronica repens – Véronique rampante
- Veronica reuterana
- Veronica reverdattoi
- Veronica rhodopea
- Veronica ritteriana
- Veronica rosea
- Veronica rotunda
- Veronica rubra
- Veronica rubrifolia
- Veronica ruprechtii
- Veronica salicifolia
- Veronica salicornioides
- Veronica satureiifolia
- Veronica saturejoides
- Veronica scardica
- Veronica schistosa
- Veronica schizantha
- Veronica schmidtiana
- Veronica scrupea
- Veronica scutellata
- Veronica senex
- Veronica sennenii
- Veronica serpyllifolia – Véronique à feuilles de serpolet
- Veronica sibthorpioides
- Veronica smirnovii
- Veronica sobolifera
- Veronica spathulata
- Veronica speciosa
- Veronica spectabilis
- Veronica spicata – Véronique en épi
- Veronica spuria
- Veronica stamatiadae
- Veronica stelleri
- Veronica stenophylla
- Veronica steppacea
- Veronica stewartii
- Veronica stricta
- Veronica strictissima
- Veronica subalpina
- Veronica sublobata
- Veronica subtilis
- Veronica syriaca
- Veronica szechuanica
- Veronica tairawhiti
- Veronica tauricola
- Veronica telephiifolia
- Veronica tenuifolia
- Veronica tetragona
- Veronica tetrasticha
- Veronica teucrioides
- Veronica teucrium
- Veronica thessalica
- Veronica thomsonii
- Veronica thymifolia
- Veronica thymoides
- Veronica topiaria
- Veronica townsonii
- Veronica treadwellii
- Veronica trichadena
- Veronica trifida
- Veronica triloba
- Veronica triphyllos
- Veronica tubata
- Veronica turrilliana
- Veronica umbrosa
- Veronica undulata
- Veronica urticifolia – Véronique à feuilles d'ortie
- Veronica utahensis
- Veronica vandellioides
- Veronica vandewateri
- Veronica velutina
- Veronica vendettadeae
- Veronica verna
- Veronica vernicosa
- Veronica vindobonensis
- Veronica wormskjoldii
- Veronica wyomingensis
- Veronica yunnanensis

### Hybrides
- Veronica × amphibola Hausskn.
- Veronica × godronii Rouy
- Veronica × gracilis Uechtr. ex Velen.
- Veronica × johannis-wagneri Borsos
- Veronica × lackzschewickii J. Keller
- Veronica × macrosperma C. Schust.
- Veronica × montaniformis J. Murray
- Veronica × otrubae Domin
- Veronica × prechtelsbaueri C. Schust.
- Veronica × ramosa Otruba
- Veronica × sooiana Borsos
- Veronica × tridentina J. Murray
- Veronica × vollmannii C. Schust.
- Veronica × wiesbauriana C. Schust.
- Veronica × wildtii C. Schust.

## Calendrier
Le 4e jour du mois de messidor du calendrier républicain / révolutionnaire français est officiellement dénommé jour de la véronique, généralement chaque 22 juin du calendrier grégorien.

## Galerie

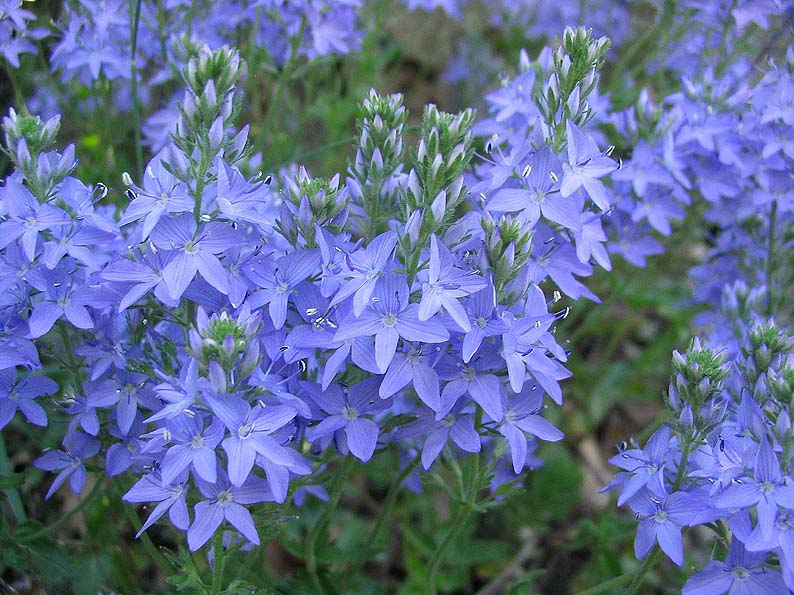
Veronica austriaca
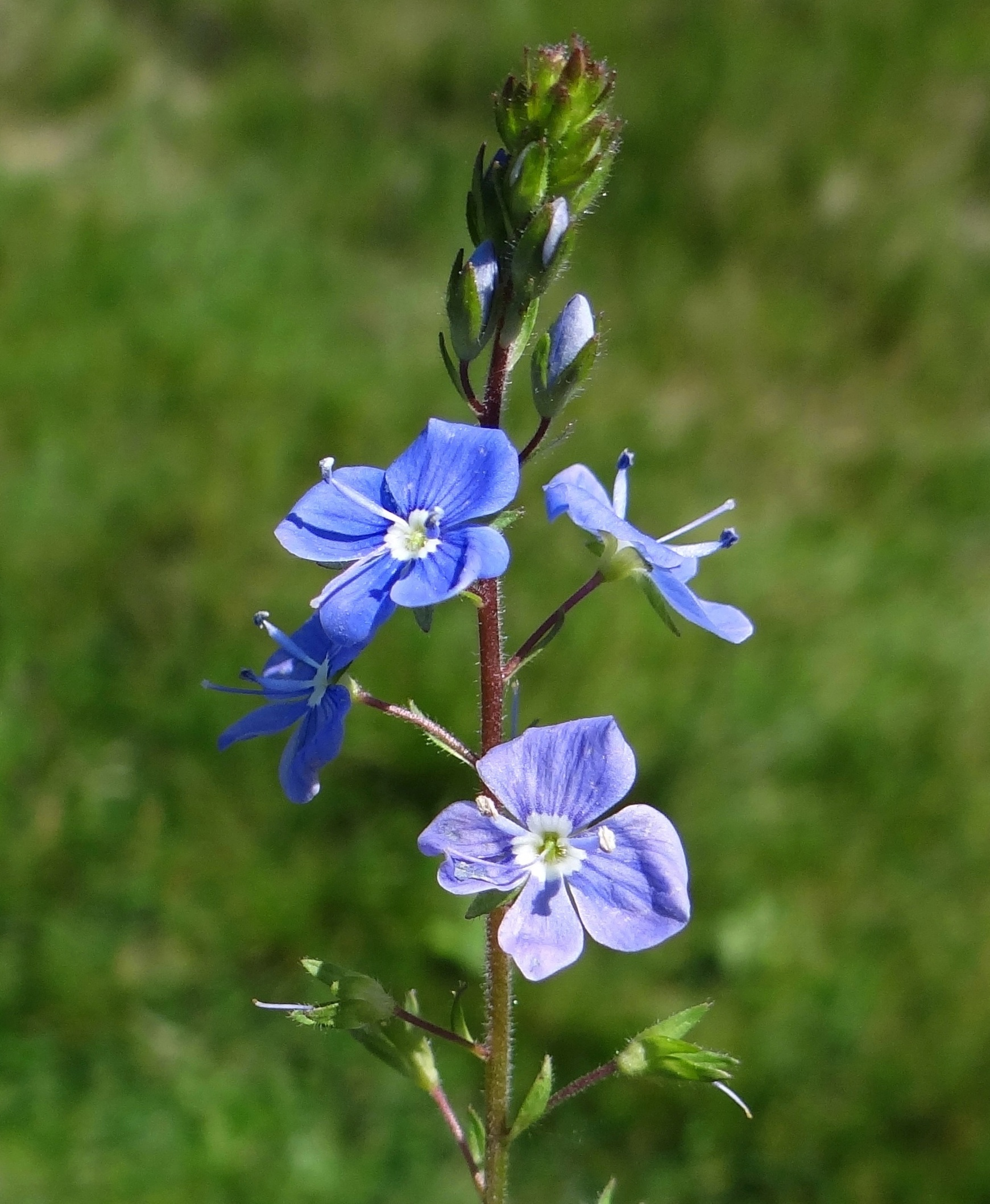
Veronica chamaedrys : les feuilles sont opposées jusqu’à la dernière sous l’inflorescence qui, elle, porte des bractées bien plus petites et alternes
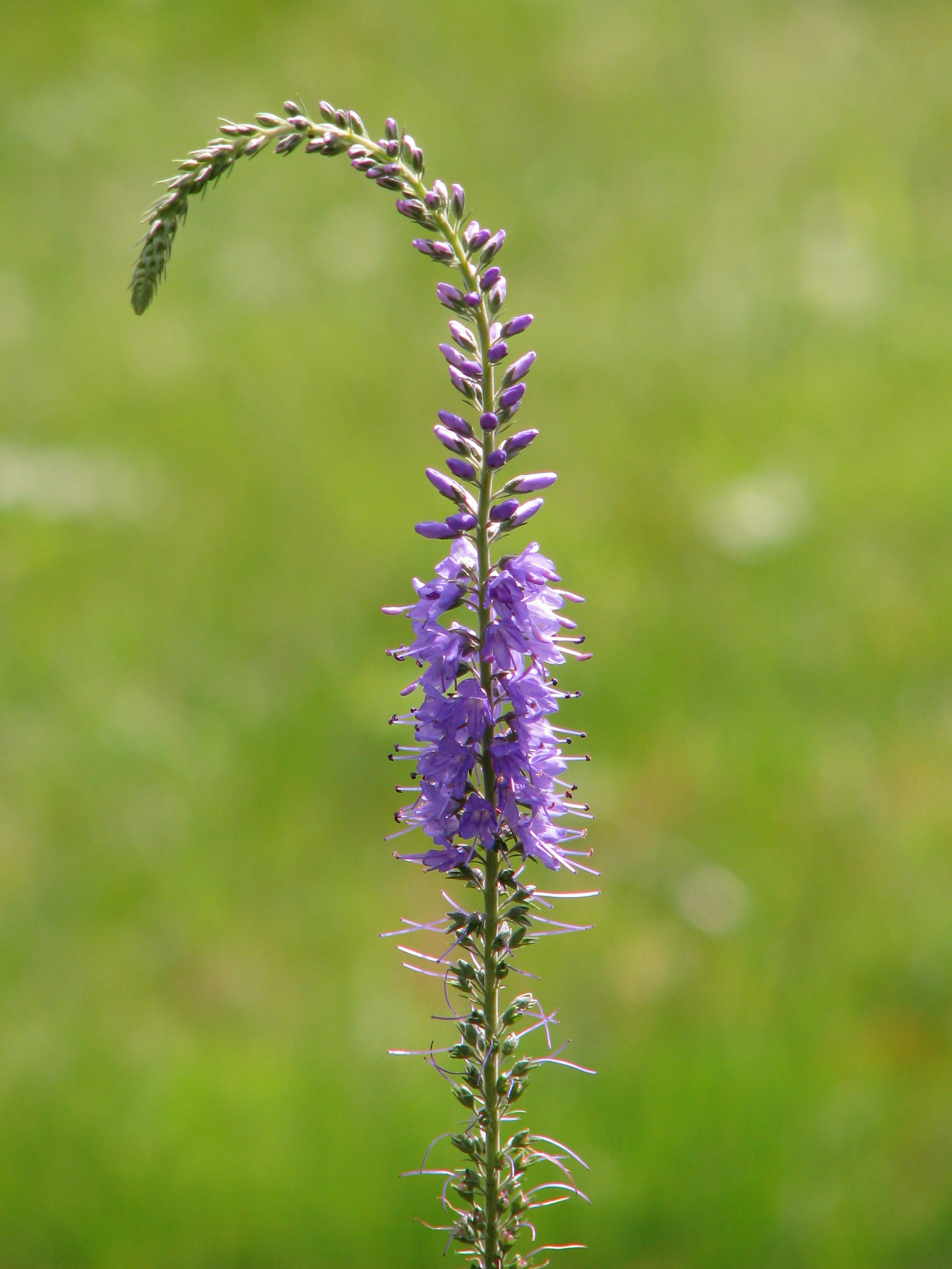
Veronica bachofenii  et son long épi floral